# Allium aschersonianum
Allium aschersonianum là một loài thực vật có hoa trong họ Amaryllidaceae. Loài này được Barbey mô tả khoa học đầu tiên năm 1882.